# Metopina rhenana
Metopina rhenana är en tvåvingeart som beskrevs av Rudolf Beyer och Schmitz 1957. Metopina rhenana ingår i släktet Metopina och familjen puckelflugor. Inga underarter finns listade i Catalogue of Life.